# IFPI Sverige
IFPI Sverige ist die Landesgruppe der International Federation of the Phonographic Industry in Schweden und repräsentiert die Musikindustrie des Landes. 
Die Organisation vergibt seit 1987 Musikauszeichnungen in Form von Gold und Platin, ist für die Veröffentlichung der schwedischen Musikcharts verantwortlich und erstellt den Grammotex-Online-Katalog, der über 100.000 Lieder beinhaltet.

## Verleihungsgrenzen der Tonträgerauszeichnungen

### Alben
| Auszeichnung | bis 30. September 1996 | bis 31. Dezember 2001 | bis 31. Oktober 2006 | bis 31. Dezember 2017 | seit 1. Januar 2018 |
| ------------ | ---------------------- | --------------------- | -------------------- | --------------------- | ------------------- |
| Gold         | 50.000                 | 40.000                | 30.000               | 20.000                | 15.000              |
| Platin       | 100.000                | 80.000                | 60.000               | 40.000                | 30.000              |
| 2× Platin    | 200.000                | 160.000               | 120.000              | 80.000                | 60.000              |
| …            |                        |                       |                      |                       |                     |

| Auszeichnung | Verkaufseinheiten |
| ------------ | ----------------- |
| Gold         | 10.000            |
| Platin       | 20.000            |
| 2× Platin    | 40.000            |
| …            |                   |

### Singles
Die IFPI Schweden verleiht seit 1987 Auszeichnungen für Singles. Seit 1996 erfolgten, aufgrund schwankende Absatzzahlen, in unregelmäßigen Abständen Angleichungen der Verleihungsgrenzen. Zwischen 2006 und 2011 wurden den Singleverkäufen ebenfalls Verkäufe aus „Realtones“ (Klingeltöne) hinzuaddiert.
| Auszeichnung | bis 31. Mai 1996 | bis 30. Juni 2003 | bis 31. Dezember 2009 | bis 31. Dezember 2017 | bis 31. Dezember 2023 b | seit 1. Januar 2024 |
| ------------ | ---------------- | ----------------- | --------------------- | --------------------- | ----------------------- | ------------------- |
| Gold         | 25.000           | 15.000            | 10.000                | 20.000                | 40.000                  | 60.000              |
| Platin       | 50.000           | 30.000            | 20.000                | 40.000                | 80.000                  | 120.000             |
| 2× Platin    | 100.000          | 60.000            | 40.000                | 80.000                | 160.000                 | 240.000             |
| …            |                  |                   |                       |                       |                         |                     |

### Videoalben
| Auszeichnung | bis 31. Dezember 2011 | seit 1. Januar 2012 |
| ------------ | --------------------- | ------------------- |
| Gold         | 10.000                | 5.000               |
| Platin       | 20.000                | 10.000              |
| 2× Platin    | 40.000                | 20.000              |
| …            |                       |                     |